# Josiel Konrad

Josiel Konrad (Austin, Nova Iguaçu, Baixada Fluminense, 22 de novembro de 1986) é um trombonista e cantor brasileiro. Também é reconhecido por ser o criador do Jazz Proibidão, que promove o encontro entre o jazz e o funk carioca.
Sua obra propõe uma fusão entre o jazz contemporâneo e os sons da periferia brasileira, incorporando elementos do funk carioca, MPB, Rap, Trap, bossa, samba e soul. Ganhou destaque com o álbum Boca no Trombone (2023), e tornou-se, em 2025, o primeiro artista brasileiro de jazz convidado para o International Trombone Festival (ITF), no Canadá.

## Biografia
Josiel nasceu no bairro de Austin, em Nova Iguaçu, na Baixada Fluminense. Criado em uma comunidade marcada pela resistência cultural e pela diversidade rítmica, teve seu primeiro contato com a música no ambiente da igreja evangélica, onde começou a tocar trombone ainda jovem. A espiritualidade e a coletividade desses espaços tiveram forte influência em sua formação musical e humana.
Durante a juventude, em 2002, Josiel integrou bandas em igrejas da Baixada Fluminense, onde atuava como instrumentista e absorvia influências do ambiente comunitário e espiritual. No ano seguinte, ingressou no curso de música da FAETEC de Quintino, onde aprofundou seus estudos em teoria musical e prática instrumental. Em 2015, iniciou sua carreira autoral como cantor e compositor, explorando a improvisação jazzística a partir de experiências vividas na periferia. Para Konrad, a música é um elo entre o sagrado e o cotidiano, uma linguagem que transita entre tradição e invenção, capaz de provocar transformação pessoal e social.
Konrad é artista oficial da Conn Selmer, uma das maiores fabricantes mundiais de instrumentos musicais de sopro. Ele representa a marca utilizando o trombone de jazz King2b, modelo icônico e histórico, muito apreciado por músicos renomados do gênero. Esse reconhecimento reforça seu prestígio internacional e a qualidade técnica de sua performance.

## Carreira
Em 2023, lançou o álbum autoral Boca no Trombone, que contou com a participação especial do trombonista norte-americano Marshall Gilkes e dos brasileiros(as) Tamy, Shanso Araújo, Tunico e Matu Miranda. O álbum foi bem recebido tanto pela crítica especializada quanto pelo público, com sua tiragem em vinil esgotada rapidamente em lojas especializadas.
O álbum recebeu atenção nacional:
- Entrevista no programa Estúdio CBN do Grupo Globo (14 de fevereiro de 2025), destacando o projeto Jazz Proibidão.[1]
- Participação no programa CBN Noite Total, sobre a fusão entre jazz e funk (18 de janeiro de 2024).[5]
- Entrevista no programa É Tudo Brasil, da Rádio MEC/EBC (27 de dezembro de 2023), abordando o álbum e sua proposta social.[6]
- Apresentação ao vivo no programa Sem Censura, da TV Brasil, exibindo faixas do disco (2023).[7]
- Destaque no Correio Braziliense em julho de 2025, com reportagem sobre show realizado em Brasília.[8]
- Reportagem especial no Correio da Manhã intitulada "Josiel Konrad com a boca no mundo".[2]
- Destaque na mídia especializada com menção na Rolling Stone Brasil.[9]

## Estilo e influências
A música de Josiel Konrad articula improvisação jazzística, lirismo vocal e ritmos populares. Seu trabalho é marcado por uma abordagem autoral e crítica, mesclando elementos de funk carioca, samba, bossa, soul e R&B com a linguagem do jazz. As letras trazem reflexões sobre fé, negritude, ancestralidade, resistência e coletividade.
Artista periférico e experimental, Konrad propõe um Jazz de Favela, que desafia convenções estéticas e questiona centralidades culturais. Ele defende a música como uma forma de expressão política e espiritual.

## Discografia
- Timeline (2017) – álbum instrumental
- +Amor (2017) – álbum temático sobre sentimentos
- Quando Menino (EP) – voz e violão
- Boca no Trombone (2023) – álbum autoral, com tiragem em vinil esgotada

## Reconhecimento
- Primeiro artista brasileiro de jazz a se apresentar no International Trombone Festival (2025)[2]
- Destaque na mídia nacional: CBN, TV Brasil, Rádio MEC, Trace Brasil, Revista Prosa Verso e Arte[10]
- A faixa “Boca Nº 0 – Funk Carioca” foi listada entre as melhores músicas de 2024 pela *Billboard Brasil*.[11]
- Representa oficialmente a Conn Selmer, utilizando o trombone King2b.[3]
- Criador do projeto Jazz Proibidão[12]
- Reportagem sobre a fusão entre jazz e funk no projeto Jazz Proibidão na Rádio MEC (2025)[13]
- Referência no Dicionário Cravo Albin[14]
- Reportagem sobre o vinil de Boca no Trombone na O Globo[15]
- Destaque para o projeto Jazz Proibidão no *O Globo* como um dos programas culturais recomendados na semana (2025)[16]